# Atout France
Atout France (ehemals Maison de la France und ODIT France) ist die offizielle Tourismusorganisation der Französischen Republik mit Sitz in Paris. Sie wurde als Maison de la France (wörtlich „Haus Frankreichs“) im Jahr 1987 als wirtschaftlicher Interessenverband (französisch GIE, groupement d’intérêt économique) gegründet. Die Gründung des Interessenverbands geht auf die Initiative des für den Fremdenverkehr zuständigen französischen Ministeriums zurück. Die Tourismusorganisation vertritt unter Berücksichtigung der von dem zuständigen Minister definierten Fremdenverkehrspolitik die Interessen des französischen Staates.
Der Verband zählt 1500 partnerschaftliche Verbandsmitglieder und beschäftigt 89 Mitarbeiter in seinem Sitz in Paris und 280 Mitarbeiter in seinen 34 französischen Fremdenverkehrsbüros, die auf allen fünf Kontinenten (vgl. französische Überseegebiete) und in 29 Ländern präsent sind. Das Tätigkeitsfeld deckt insgesamt 39 Länder ab.

## AusMaison de la FrancewirdAtout France
Im Mai 2009 begannen Maison de la France, das Französische Fremdenverkehrsamt (bis dahin für Frankreichs Tourismuswerbung im In- und Ausland zuständig) und die Organisation ODIT France (die offizielle französische Agentur für Tourismusentwicklung, bis dahin nur im Inland aktiv) auf Wunsch des französischen Staatssekretärs für Tourismus ihre gemeinsame Arbeit unter der Bezeichnung Atout France.

## Zweck, Tätigkeiten
Zweck des Interessenverbands ist die Förderung und Entwicklung des Fremdenverkehrs in Frankreich sowie die Pflege des Eindrucks des Zielgebietes Frankreich und des französischen „savoir-faire“ (anwendbares Wissen). Es ist für die Entwicklung der Vermarktungsstrategie zuständig, koordiniert die Bemühungen ihrer Mitglieder und führt Werbekampagnen im In- und Ausland durch. Sie sollen dazu beitragen, dass Frankreich – das mit 75 Millionen Besucheraufenthalten jährlich das weltweit höchste Touristenaufkommen aufweist – seine führende Position unter den Reisezielen trotz des verstärkten Wettbewerb auch in Zukunft bewahrt. Im Jahr 2004 führte Maison de la France 273 Werbekampagnen durch. Über die Informationsschalter seiner Fremdenverkehrsbüros, die im Jahr 2005 weltweit rund 260.000 Besucher empfingen und über ihre Telefonplattformen berät Maison de la France Reiseveranstalter, Reisebüros und Individualreisende in aller Welt über die vielfältigen touristischen Angebote der französischen Regionen und überseeischen Gebiete. Es übernimmt darüber hinaus den in der Regel für den Verbraucher kostenlosen Versand von eigenen Publikationen, sowie von Reisekatalogen, Broschüren und Prospekten. Die Webpräsenz des Verbandes deckt 42 Länder oder Gebiete in den jeweils erforderlichen Sprachen ab. Die Zahl der monatlichen Aufrufe liegt bei etwa einer Million.

## Mitglieder
Dem Verband gehören sowohl Gebietskörperschaften öffentlichen Rechts (französisch collectivités territoriales) wie beispielsweise Regionen, Départements, Gemeinden und Gemeindeverbände als auch Betriebe und Fachleute des Fremdenverkehrs- und des Reisegewerbes sowie anderer bedeutender Wirtschaftszweige an.

## Vertretungen
In Europa gibt es französische Fremdenverkehrsbüros des Maison de la France in Amsterdam, Barcelona, Berlin, Budapest, Brüssel, Dublin, Frankfurt am Main, Kopenhagen, London, Madrid, Mailand, Prag, Stockholm, Warschau, Wien, Zürich.
Im außereuropäischen Raum sind die wichtigsten Städte, in denen Maison de la France vertreten ist Buenos Aires, Bombay, Chicago, Hongkong, Johannesburg, Los Angeles, Mexiko, Miami, Montréal, New York, Peking, São Paulo, Seoul, Singapur, Sydney, Taipeh und Tokio.

## Struktur
Vorsitzender der Mitgliederhauptversammlung des Maison de la France ist der für Fremdenverkehr zuständige Minister, der auf Vorschlag des Verwaltungsrates den Generaldirektor ernennt. Der Verwaltungsrat setzt sich aus 27 Mitgliedern zusammen. Diese wählen aus ihren Reihen den Präsidenten.
Die verantwortlichen Leiter der Fremdenverkehrsbüros des Maison de la France sind offizielle Vertreter des für den Fremdenverkehr zuständigen Ministers im Ausland.
Schirmherrschaft führt, im Namen des Ministers, die Direction du Tourisme genannte Zentralverwaltung, deren Aufgabe unter anderem darin besteht, die Aktivitäten des Maison de la France mit jenen der anderen sogenannten angeschlossenen Organisationen (französisch organismes associés) zu koordinieren. Diese sind:
- der Nationalrat des Fremdenverkehrs Conseil national du Tourisme,
- die Agentur ODIT France (ODIT steht für Observation, Développement et Ingénierie Touristiques),
- der Feriensolidaritätsfonds Bourse solidarité vacances,
- die staatliche Agentur für Feriengutscheine Agence nationale pour les chèques-vacances und
- der Conseil national des villes et villages fleuris (Nationalrat der beblümten Städte und Dörfer). Ihm obliegt die Ausschreibung des französischen Wettbewerbes, dem in Deutschland der Bundeswettbewerb Unsere Stadt blüht auf entspricht.